# Erik Dahl (militär)
Erik Julius Dahl, född 20 maj 1859 i Tengene socken, Skaraborgs län, död 16 januari 1920, var en svensk militär.
Dahl blev underlöjtnant vid Hälsinge regemente i Mohed 1884, där han blev löjtnant 1893 och kapten 1902 samt i regementets reserv 1905. Han var vice kommissionslantmätare i Gävleborgs län från 1900 och stadsingenjör i Gävle stad 1901–1916.